# Fischer Airfish AF-3
Das Bodeneffektfahrzeug Airfish AF-3 entstand bei Fischer Flugmechanik im Jahr 1990 auf Grund der Spezifikation von Bill Russel für ein kommerziell zu vermarktendes Sportboot-Fahrzeug für den amerikanischen Markt.

## Geschichte
Der Amerikaner Bill Russel wurde bereits 1987 auf die Entwicklung des Airfish AF-1 bei Fischer Flugmechanik aufmerksam und war an der Vermarktung der Bodeneffektfahrzeuge im Sportbootbereich in den USA interessiert. Nach Abschluss der Entwicklung des Airfish AF-2 übernahm Hanno Fischer den Entwurf eines zweisitzigen Sportboots auf Basis des AF-2 gemäß der Spezifikation von Bill Russel. Da Russel lediglich fertige Boote übernehmen wollte und Fischer Flugmechanik als Ingenieurbüro über keine eigenen Produktionseinrichtungen verfügte, kam 1990 es zu einer Lizenzvereinbarung zwischen Fischer Flugmechanik und Rhein-Flugzeugbau über die Serienfertigung des AF-3. Bill Russel hatte inzwischen in den USA die Flarecraft Corporation als Vertriebsunternehmen gegründet und beauftragte Rhein-Flugzeugbau mit dem Bau des Prototyps des Airfish AF-3.

## Konstruktion
Der Entwurf des Airfish AF-3 basiert auf der AF-2, verfügte aber zur Aufnahme der zwei nebeneinandersitzenden Passagiere über ein breiteres Rumpfsegment. Zur besseren Manövrierbarkeit in Häfen konnten die Winglets des Flügel eingezogen werden. Als Antrieb diente ein 75 PS starker BMW Zweizylinder Motorrad-Motor.

## Modifikationen
Zur Verbesserung des Start- und Landeverhaltens installierte Fischer später bei der AF-3 das sogenannte PAR (Power Augmented RAM), das schon Alexander Lippisch bei der Collins X-112 getestet hatte. Dabei wurden im Bugbereich des Boots an beiden Seiten des Rumpfs je zwei 20 PS starke Westlake-Motore mit Luftschrauben installiert, deren Austrittstrom unter die Tragflächen geblasen wurde. Hiermit konnte die Startmasse um 100–150 kg angehoben werden und die Startstrecke bis zum Abheben in den Bodeneffektbereich reduziert werden. Der mit PAR ausgerüstete Airfish erhielt die Bezeichnung AF-3PA.

## Versionen
- FF Airfish AF-3 – Entwurf 1990
- RFB Airfish AF-3 – Prototyp 1990
- RFB Airfish AF-3PA – modifizierter Prototyp mit PAR-Unterstützung, 2 × Westlake Motore

## Produktion und Vertrieb
Der Airfish AF-3 wurde bei Rhein-Flugzeugbau in Mönchengladbach in Lizenz gefertigt. Der Bau des Prototyps erfolgte nach Beauftragung durch Flarecraft Corporation mit Unterstützung durch Fischer Flugmechanik 1990. Die anschließende Erprobung erfolgte durch Fischer Flugmechanik auf dem Markener Meer in Holland. Die seetechnische Zulassung wurde 1991 vom Germanischen Lloyd mit der IMO-Klassifizierung B erteilt. Die Abnahme des Prototyps durch Flarecraft Corporation mit anschließender Überführung nach Florida erfolgte Ende 1991. In den USA erteilte die Coast Guard eine Sonderzulassung für Demonstrationsflüge. Im Frühjahr 1992 präsentierte Flarecraft die AF-3 erstmals auf der Miami Boat Show 1992. Zur Verbesserung des Start- und Landeverhaltens gab Russel den AF-3-Prototyp Ende 1992 an RFB und Fischer Flugmechanik zurück, wo dieser mit der PAR-Technologie ausgerüstet wurde.
Durch die Insolvenz von Rhein-Flugzeugbau 1993 kam es nicht mehr zur geplanten Serienfertigung der AF-3 in Mönchengladbach. Bill Russel suchte daher unabhängig von Fischer Flugmechanik in den USA nach geeigneten Produktionskapazitäten für den AF-3. Später veränderte Russel die zweisitzige AF-3 in ein viersitziges Sportboot unter der Bezeichnung Flarecraft L325, das im Oktober 1996 erstmals flog. Insgesamt entstanden sieben L325, die sich allerdings als zu schwer erwiesen. Drei der Flugboote verunglückten bis 2001 als die L325 endgültig aufgegeben wurde.
Der Prototyp der Airfish AF-3 blieb ein Einzelstück.

## Technische Daten
| Kenngröße             | FF Airfish AF-3 |
| --------------------- | --------------- |
| Besatzung             | 1               |
| Passagiere            | 1               |
| Länge                 | 9,90 m          |
| Spannweite            | 7,50 m          |
| Höhe                  | 2,60 m          |
| Flügelfläche          | m²              |
| Flügelstreckung       |                 |
| Nutzlast              | 220 kg          |
| Leermasse             | 540 kg          |
| max. Startmasse       | 760 kg          |
| Reisegeschwindigkeit  |                 |
| Höchstgeschwindigkeit | 120 km/h        |
| Dienstgipfelhöhe      | 0,1 m           |
| Reichweite            | 410 Nm          |
| Triebwerke            | ein BMW, 90 PS  |

## Verbleib
Der Prototyp des Airfish AF-3 wurde 1997 von Flightship Ground Effect Pty in Cairns zusammen mit der X.113 aus der Insolvenzmasse von Rhein-Flugzeugbau übernommen und nach Australien gebracht. Seit 2004 gehört der AF-3 Wigetworks Ltd. in Singapur, wo er zur Ausbildung und zum Training verwendet wird.

## Vergleichbare Typen
- Flarecraft L325